# Henri Callot
Henri Callot was een Frans schermer. Callot won tijdens zijn enige deelname aan de Olympische Zomerspelen van 1896 de zilveren medaille in het scherm-onderdeel floret nadat hij in de finale verloor van Eugène-Henri Gravelotte.